# Bricolo (Côte d'Ivoire)
Pour les articles homonymes, voir Bricolo.
Bricolo est une localité située au sud-ouest de la Côte d'Ivoire, et appartenant au département de Soubré, dans la Région du Bas-Sassandra. La localité de Bricolo est un chef-lieu de commune.